# Scienze matematiche, fisiche e naturali

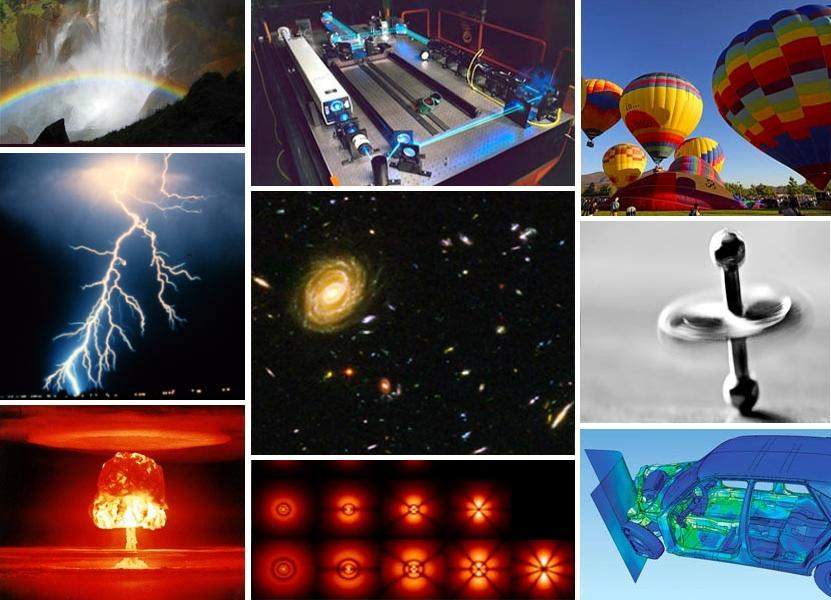
I fenomeni naturali costituiscono l'oggetto di studio della fisica, la regina delle scienze

Con il termine scienze matematiche, fisiche e naturali (in sigla MM.FF.NN.) ci si riferisce a quel corpo di discipline scientifiche comprese in Italia all'interno dell'omonima facoltà. Le scienze naturali (di cui le scienze fisiche sono un esempio) sono quelle discipline che applicano il metodo scientifico, con lo scopo di ottenere, a lungo termine, conoscenza oggettiva sulla natura. Alcuni esempi sono la fisica, la chimica, la biologia, le scienze della Terra e le scienze ambientali.

## Descrizione
Un posto privilegiato se non proprio distinto è assunto dalla matematica e dall'informatica, che sono due strumenti propri del metodo scientifico. In particolare la matematica è quella disciplina che fornisce un linguaggio formale utilizzato dalle scienze della natura (in particolare dalle scienze "dure" per descrivere e modellizzare i fenomeni naturali osservati). Le scienze naturali si classificano secondo una scala gerarchica di riduzione che va dalle scienze "dure" (come la fisica e la chimica) alle scienze "molli" (come le scienze mediche, le scienze evoluzionistiche o la psicologia).
La scala gerarchica ha a che fare con il grado di riduzionismo che si è in grado di applicare nello studio dei fenomeni. Per ragioni di complessità, in questo senso le scienze molli sono ad un livello inferiore della scala in quanto discipline di minore complessità. Le scienze naturali sono in relazione con l'ingegneria, che è la disciplina che ha come scopo quello di applicare le conoscenze scientifiche e matematiche al fine di ottenere delle applicazioni tecniche, con scopi pratici o utilitaristici.